# دانيال ليمان (محامي)
دانيال ليمان (بالإنجليزية: Daniel Lyman)‏ هو قاضي ومحامي أمريكي، ولد في 1756 في دورهام في الولايات المتحدة، وتوفي في 1830.